# Archaeoscorpiops cretacicus
Espèce
Archaeoscorpiops cretacicus est une espèce fossile de scorpions de la famille des Palaeoeuscorpiidae.

## Distribution
Cette espèce a été découverte dans de l'ambre de Birmanie. Elle date du Crétacé.

## Description
Archaeoscorpiops cretacicus mesure de 27 à 30 mm.

## Systématique et taxinomie
Cette espèce a été décrite par Lourenço en 2015.

## Étymologie
Son nom d'espèce lui a été donné en référence au Crétacé.

## Publication originale
- Lourenço, 2015 : « A new subfamily, genus and species of fossil scorpions from Cretaceous Burmese amber (Scorpiones: Palaeoeuscorpiidae). » Beiträge zur Araneologie, vol. 9, p. 457–464.